# Capgras-szindróma
A Capgras-szindróma egy olyan zavar, mely során a páciens úgy érzi, hogy egy barátot, hitvest, szülőt, vagy más közeli családtagot egy ugyanolyan külsejű imposztor helyettesít. A betegség téves azonosítás-szindróma, mely hallucinációkkal, illetve emberek, helyek, tárgyak helytelen azonosításával járhat. Jelentkezhet akut, mulandó, vagy krónikus formában is.
A szindróma leggyakrabban szkizofrén betegeknél fordul elő, de sok esetben az agy különböző sérülései is okozhatják a tüneteket. Az előfordulás gyakorisága nőknél és férfiaknál körülbelül 3:2. Bár a Capgras téveszmét általában szindrómának nevezik, mivel jelentkezhet önmagában, vagy más betegségek mellett is, néhány kutató amellett érvel, hogy a szimptóma megnevezés sokkal inkább megfelelő a folyamatra.
 

## Története
A Capgras téveszmét Joseph Capgrasról nevezték el (1873–1950), ő volt az a francia pszichiáter, aki először írta le a zavart 1923-ban. Társszerzője Reboul-Lachaux volt. Egy francia nő esetét jegyezték le, aki arról panaszkodott, hogy idegen személyek vették át a férje, és néhány ismerőse helyét.

## Bemutatás
Az eset Passer és Warnock 1991-es beszámolójából való. Mrs. D.-ről, egy 74 éves idős háziasszonyról a pszichiátriai vizsgálat során megállapították, hogy atípusos pszichózisban szenved. Felvétele előtt egy évvel számolt be arról, hogy férjét egy idegen ember helyettesíti. Nem volt hajlandó többé a férje mellett aludni, magára zárta a hálószobája ajtaját, fiától pedig egy fegyvert kért. Amikor végül a rendőrök megpróbálták kórházba vinni, harcolni kezdett velük. Időnként azt gondolta, a férje igazából az ő rég elhunyt nagyapja.

## Lehetséges okok
A Capgras-szindróma lehetséges okait először agyi sérült pácienseken kezdték vizsgálni, akiknél a prozopagnózia megjelent tünetként. Ez azt jelenti, hogy a beteg képtelen felismerni az arcokat annak ellenére, hogy más fajta vizuális tárgyak azonosításával nincs problémája.
1990-ben, a British Journal of Psychiatry című lapban Hadyn Ellis és Andy Young pszichológusok arról írtak, hogy a Capgras-szindróma, illetve a prosopagnosia tünetei bizonyos szempontból egymás tükörképei, hiszen az előbbi betegségnél az arc felismerésének képessége teljesen ép, tehát a probléma abban a rendszerben van, ami az ezután következő érzelmi válaszadásért felelős. Ez talán ahhoz a tapasztalathoz vezet, hogy megismerik a személyeket egészen addig, amíg azt nem érzik, hogy „valami nincs rendben” velük.
Hadyn Ellis és munkatársai az 1997-es publikációjukban öt Capgras-szindrómás beteg vizsgálatáról számolt be (mindegyikük esetében szkizofréniát diagnosztizáltak). Bebizonyosodott, hogy az arcok felismerése nem okozott a pácienseknek nehézséget, viszont a normális, automatikus érzelmi válasz náluk nem jelentkezett.
Ugyanebben az évben William Hirstein és Vilayanur S. Ramachandran hasonló felfedezést tett egy publikációban. Ez egy egyedi esetet dolgoz fel, ahol a páciens agysérülése után kezdte el produkálni a Capgras-szindróma tüneteit. Ramachandran ugyanerről ír „Phantoms in the Brain” című könyvében. Mivel a beteg képes volt az érzelmek megélésére, illetve az arcok felismerésére, viszont az ismerős személyt megpillantva nem a „megfelelő” emóció volt a válasz, Ramachandran azt vetette fel, hogy a Capgras-szindrómánál megszűnik a kapcsolat a temporális Cortex – ami az arc felismeréséért felelős - és a limbikus rendszer között – ami pedig az érzelmek megélésében játszik szerepet. A páciensek nem tudták magukban „összerakni” az emlékeket és az érzéseket, a fotókon látott személyekről minden újabb megtekintésnél azt hitték, hogy először látják azokat. Az érzelmek felidézésének normálisan kellene működni, mivel hozzájuk közelálló személyek fényképeit mutatták nekik, vagy éppen saját magukat.
A legvalószínűbb tehát, hogy a Capgras-szindrómánál többről van szó, mint az automatikus érzelmi válasz meghibásodása. Ellis és munkatársai vetették fel, hogy van egy második tényező, ami megmagyarázza, hogy ez a szokatlan gondolat miért változik át rögeszmévé. Ez a második tényező a gondolkodásban bekövetkező károsodás, habár nem találtak olyan rongálódást, ami a betegség egészét megmagyarázza.
Alapvetően a betegség összefügghet drogtúladagolással, agyvérzés miatt létrejött felismerési károsodással, illetve egyéb központi idegrendszeri okkal, habár a régebbi feljegyzésekben pszichodinamikai etiológiát tartottak a legvalószínűbbnek.

## A szindróma egyéb elnevezései
Deluzív téves identifikáció, fantom-duplikációs szindróma, duplikációs illúzió, szubjektív duplikációs szindróma és negatív duplikációs illúzió.

## Megjelenése az irodalomban
- Richard Powers (2006). The Echo Maker. Heinemann, London
- Shirley Jackson: The Beautiful Stranger
- Neil Gaiman: Foreign Parts (a Smoke and Mirrors című kollekcióból)
- Kate Atkinson (1997). Human Croquet : regény. Doubleday, London
- John Wyndham (1959). The Outward Urge
- Rivka Galchen: Atmospheric DisturbancesJegyzetek  1. ↑  Forst, H., Almeida, O.P., Owen, A.M., Burns, A., & Howard, R. (1991). Psychiatric, neurological and medical aspects of misidentification syndromes: a review of 260 cases. Psychological Medicine, 21(4), 905–910.
  2. ↑  Giannini, A.J., & Black, H.R. (2002). The Psychiatric, Psychogenic and Somatopsychic Disorders Handbook. Garden City, NY: Meddical Examination Publishing.
  3. ↑  Capgras, J., & Reboul-Lachaux, J. (1923). Illusion des „sosies” dans un délire systématisé chronique. Bulletin de la Société Clinique de Médicine Mentale, 2, 6–16.
  4. ↑  Passer, K.M., & Warnock, J.K. (1991). Pimozide in the treatment of Capgras' syndrome. A case report. Psychosomatics, 32(4), 446–448.
  5. ↑  Ellis, H.D., & Young, A.W. (1990). Accounting for delusional misidentifications. British Journal of Psychiatry, 157, 239-248.
  6. ↑  Ellis, H.D., Young, A.W., Quayle, A.H., & De Pauw, K.W. (1997). Reduced autonomic responses to faces in Capgras delusion. Proceedings Of The Royal Society Of London Series B-Biological Sciences, 264, 1085-1092.
  7. ↑  Hirstein, W., & Ramachandran, V.S. (1997). Capgras syndrome: a novel probe for understanding the neural representation of the identity and familiarity of persons. Proceedings Of The Royal Society Of London Series B-Biological Sciences, 264, 437-444.
  8. ↑  Ramachandran, V.S., & Blakeslee, S. (1998). Phantoms in the Brain. Great Britain: Harper Perennial.
  9. ↑  Tranel, D., Damasio, H., & Damasio, A. (1995). Double dissociation between overt and covert face recognition. Journal of Cognitive Neuroscience, 7, 425-432.
  10. ↑  Davies, M., Coltheart, M., Langdon, R., & Breen, N. (2001). Monothematic delusions: Towards a two-factor account. Philosophy, Psychiatry, and Psychology, 8, 133-158.
  11. ↑  [11] Ellis, H.D., Young, A.W., & Quayle, A.H. (1997). Reduced autonomic responses to faces in Capgras delusion. Proceedings Biological sciences, 264, 1085-1092.
  12. ↑  Alexander, M.P., Stuss, D.T., & Benson, D.F. (1979). Capgras syndrome: a reduplicative phenomenon. Neurology, 29, 334-339.